# Kollo
Pour les articles homonymes, voir Kollo (homonymie).
Kollo ou Kollo Aoula Koira est une commune urbaine du département de Kollo, dans la région de Tillabéri, dans le Sud-Ouest du Niger.

## Géographie

### Administration
Kollo est une commune urbaine du département de Kollo, dans la région de Tillabéri au Niger.

C'est le chef-lieu de ce département.

### Situation
Kollo est située à environ 144 km au sud-est de Tillabéri et 30 km au sud-est de Niamey, la capitale du pays
.
| Youri | N'Dounga | Kouré  |
| Youri | Kollo    | Kouré  |
| Say   | Kirtachi | Fakara |

### Relief et environnement
La ville est située sur la rive gauche du fleuve Niger.

## Histoire
En 1980, Kollo devient chef-lieu d’arrondissement dans le département de Niamey. Lors de la réforme administrative de 2002, la commune obtient le statut de commune urbaine.

## Services et administrations

### Liste des maires
Les maires de Kollo se succèdent depuis la création de la municipalité.
| Période | Période | Identité            | Étiquette | Qualité |
| ------- | ------- | ------------------- | --------- | ------- |
| 2015    | 2017    | Salamatou Souley    |           |         |
| 2017    | 2021    | données à compléter |           |         |
| 2021    |         | Salamatou Souley    |           |         |

### Services
La ville, chef-lieu régional, abrite les services publics et administrations, (DD : Direction Départementale)
- Préfecture de Kollo
- Mairie
- DD Enseignement secondaire
- Tribunal d'instance
- Ecole de Guessel

## Population
La population de la commune urbaine était estimée à 42 192 habitants en 2011
,.

## Économie
Les populations de Kollo pratiquent l'agriculture, l'élevage, la pêche, l'artisanat et le petit commerce.
- Marché de Kollo Aoula Koira
- Marché de Kollo Zongo

### Industrie
- Unité industrielle de la société RINI (Le Riz du Niger).